# Emmi Miljković
Emmi Miljković (Rijeka, 2. rujna 1988.) je hrvatska vaterpolistica i hrvatska reprezentativka. Igra na mjestu napadačice i u obrani. Visine je 174 cm. Igra desnom rukom.
Vaterpolo igra od 2004. godine. 
Sudjelovala je na EP 2010. kad su hrvatske vaterpolistice nastupile prvi put u povijesti. Te je sezone igrala za ŽVK Primorje.